# Carte de réduction internationale pour le personnel ferroviaire
 (avril 2025).
Motif : aucune analyse encyclopédique. Page largement publicitaire avec uniquement des sources primaires
- Archive Wikiwix
- Bing
- Cairn
- DuckDuckGo
- E. Universalis
- Gallica
- Google
- G. Books
- G. News
- G. Scholar
- Persée
- Qwant
- (zh) Baidu
- (ru) Yandex
- (wd) trouver des œuvres sur Wikidata

| 1. | Préciser le motif de la pose du bandeau. | Précisez le motif de la pose du bandeau en utilisant la syntaxe suivante : {{admissibilité à vérifier\|date=avril 2025\|motif=remplacez ce texte par le motif}}                                                                      |
| 2. | Informer les utilisateurs concernés.     | Pensez à avertir le créateur de l'article, par exemple, en insérant le code ci-dessous sur sa page de discussion : {{subst:avertissement admissibilité à vérifier\|Carte de réduction internationale pour le personnel ferroviaire}} |

 (octobre 2024).
 (octobre 2024).

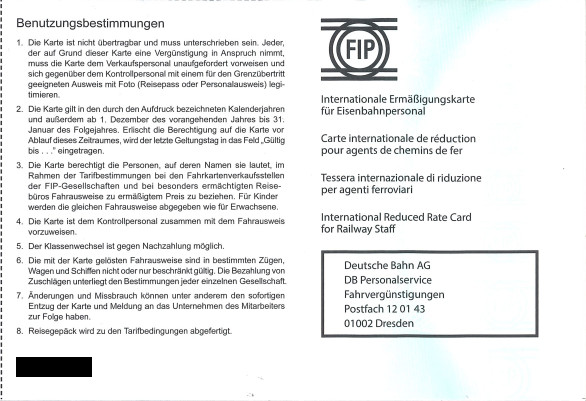
Recto de la « Carte d'identité FIP »

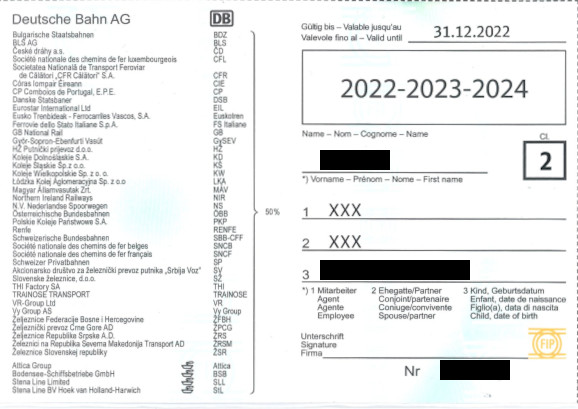
Verso de la « Carte d'identité FIP »

La carte de réduction internationale pour le personnel ferroviaire (familièrement connue sous le nom de carte FIP en France), les employés des compagnies ferroviaires adhérentes bénéficient de réductions tarifaires auprès des administrations ferroviaires et maritimes en Europe spécifiées dans la zone de validité. « FIP » signifie Groupement pour les facilités de circulation internationales du personnel des chemins de fer . La carte de réduction, connue en anglais sous le nom de FIP International Reduction Card, s'applique également aux employés des compagnies ferroviaires britanniques. Avec cette carte d'identité, les employés des administrations ferroviaires énumérées ci-dessous bénéficient de billets à prix réduit sur le réseau des autres administrations ferroviaires et maritimes participantes. En combinaison avec des coupons FIP, il est également possible de bénéficier de voyages gratuits sur les réseaux des compagnies adhérentes. La carte de réduction et les coupons doivent être demandés auprès des services des ressources humaines de la compagnie de l'employé (par exemple, pour la SNCF, l'Agence Paie et Famille).

## Compagnies adhérentes au groupement FIP
La carte de réduction internationale pour le personnel ferroviaire est reconnue par les compagnies ferroviaires suivantes  :
- Belgique: Nationale Maatschappij der Belgische Spoorwegen / Société nationale des chemins de fer belges (NMBS/SNCB)
- Belgique: Groupe Eurostar & ex Thalys
- Bosnie-Herzégovine: Željeznice Federacije Bosne i Hercegovine (ŽFBH)
- Bosnie-Herzégovine: Željeznice Republike Srpske A.D. (ŽRS)
- Bulgarie: Balgarski Darschawni Schelesnizi (BDŽ)
- Danemark: Danske Statsbaner (DSB)
- Allemagne: Deutsche Bahn AG (DB AG)
- Finlande: VR-Yhtymä Oy (VR) (jusqu'au 31 décembre 2025)[4]
- France: Société nationale des chemins de fer français (SNCF)
- Grèce: Organismos Sidirodromon Ellados (OSE)
- Irlande: Córas Iompair Éireann (CIE)
- Italie: Ferrovie dello Stato Italiane S. p. A. (FS Italiane)
- Croatie: HŽ Putnički prijevoz d.o.o. (HŽ)
- Lituanie: LTG Link (LTG) (depuis le 1 Janvier 2024)
- Luxembourg: Société Nationale des Chemins de Fer Luxembourgeois (CFL)
- Montenegro: Željeznički prevoz Crne Gore AD (ŽPCG)
- Pays-bas: N.V. Nederlandse Spoorwegen (NS)
- Macédoine du Nord: Železnici na Republika Sewerna Makedonia Transport (ŽRSMT)
- Norvège: Vygruppen AS (Vy)
- Autriche: Österreichische Bundesbahnen (ÖBB)
- Pologne: Polskie Koleje Państwowe (PKP)
- Pologne: Koleje Dolnośląskie S. A. (KD)
- Pologne: Koleje Śląskie
- Pologne: Koleje Wielkopolskie Sp. z o. o. (KW)
- Portugal: CP Comboios de Portugal, E.P.E. (CP)
- Roumanie: Societatea Nationala de Transport Feroviar de Calatori „CFR Calatori“ S.A. (CFR)
- Suisse: Schweizerische Bundesbahnen (SBB/CFF/FFS)
- Suisse: BLS AG (BLS)
- Suisse: Schweizer Privatbahnen (SP)
- Slovaquie: Železnice Slovenskej republiky (ŽSR)
- Slovènie: Slovenske železnice, d.o.o. (SŽ)
- Espagne: Red Nacional de los Ferrocarriles Españoles (RENFE)
- Espagne: Eusko Trenbideak – Ferrocarriles Vascos, S.A. (Euskotren) (Depuis le 1er janvier 2022)
- Tchèquie: České dráhy a.s. (ČD)
- Hongrie: Magyar Államvasutak Zrt. (MÁV)
- Hongrie: Győr-Sopron-Ebenfurti Vasút (GySEV)
- Royaume-uni: Rail Delivery Group (RDG)
- Royaume-uni: Northern Ireland Railways (NIR)
- Royaume-uni: Eurostar International Ltd. (EIL)

Les compagnies maritimes suivantes reconnaissent également la carte FIP :
- Allemagne : Bodensee-Schiffsbetriebe GmbH (BSB)
- Grèce : Groupe Attique (Attique)
- Pays-Bas : Stena Line BV Hoek van Holland – Harwich (StL)
- Royaume-Uni : Stena Line Limited (SLL)

Toutes les entreprises mentionnées accordent 50 % de réduction sur leurs relations ferroviaires. Cependant, il n'y a pas de réduction dans le pays de délivrance de la carte FIP. Tous les membres proposent des voyages gratuits sur leur réseau de lignes (pour les agents actifs, et retraités jusqu'à 45 mois après leur départ en retraite) à l'exception des compagnies Eurostar ou Thalys (THI), ŽFBH et Attica où des tarifs dit « à prix du marché » sont proposés à la place.

## Sources
1. ↑  Carte FIP sur UIC.org
2. ↑  FIP International Reduced Rate card
3. ↑  Ausweis 2022/2023/2024
4. ↑  « News », sur www.raildeliverygroup.com (consulté le 22 décembre 2024) : « Finland (VR Group) is withdrawing from the FIP association on 31 December 2025. »